# Parasemia rufabdominata
Parasemia rufabdominata là một loài bướm đêm thuộc phân họ Arctiinae, họ Erebidae.